# Heilung
Heilung je eksperimentalna etno glasbena skupina, v kateri sodelujejo člani iz Danske, Norveške in Nemčije. Njihova glasba temelji na besedilih na artefaktih iz železne dobe, ki so jih uporabljala severnoevropska ljudstva obdobja Keltov in Vikingov. Svojo glasbo opisujejo kot "ojačano zgodovino zgodnje srednjeveške severne Evrope". Njihova vizualna podoba se napaja predvsem pri keltskih bogovih in boginjah, kot sta Kerunos in Sheela na gig. "Heilung" je nemška beseda, ki pomeni "zdravljenje".